# Kevin Rahm
Kevin Patrick Rahm (ur. 7 stycznia 1971 w Mineral Wells w stanie Teksas) – amerykański aktor i scenarzysta, znany z roli Kyle’a McCarty’ego w serialu CBS Potyczki Amy (Judging Amy, 2001–2004). Ponadto pojawił się w sitcomie NBC Jej cały świat (Jesse, 1999–2000) jako doktor Danny Kozak.

## Życiorys

### Wczesne lata
Dorastał w Bossier City w stanie Luizjana. Był cheerleaderem dla Loyola College Prep. w Shreveport w stanie Luizjana. Jest członkiem Kościoła Jezusa Chrystusa Świętych w Dniach Ostatnich, często nazywany Kościołem Mormonów. W latach 1990–1992 pracował jako misjonarz we Francji, Szwajcarii i na Oceanie Indyjskim wyspy Mauritius i Reunion.
Po powrocie do Stanów Zjednoczonych, studiował prawo na Brigham Young University, zanim zdecydował się na wydział dramatu. W 1994 roku został odznaczony Irene Ryan Award dla najlepszego aktora na studiach, a w 1996 odszedł z Uniwersytetu i rozpoczął karierę w Hollywood.

### Kariera
Po debiutanckim dramacie telewizyjnym Przypadek Annie Carver (Out of Annie’s Past, 1995) u boku Scotta Valentine i Dennisa Fariny, pojawił się gościnnie w jednym z odcinków serialu CBS: Dotyk anioła (Touched by an Angel, 1996) jako Doug Richards i Star Trek: Stacja kosmiczna (Star Trek: Deep Space Nine, 1999) w roli Norvo Tigana, brata Nicole de Boer. Następnie wystąpił operze mydlanej Beverly Hills 90210 (1999), serialu FOX Ally McBeal (2001), sitcomie NBC Przyjaciele (2001) jako Tim, niedoświadczony sous-szefa kuchni, serialu ABC Chirurdzy (Grey’s Anatomy, 2005), sitcomie NBC Hoży doktorzy (Scrubs, 2006) oraz serialach CBS: Krok od domu (Close to home, 2005) jako pastor Mark Rayburn, CSI: Kryminalne zagadki Nowego Jorku (CSI: NY, 2006), CSI: Kryminalne zagadki Las Vegas (CSI: Crime Scene Investigation, 2006) i Bez śladu (Without a Trace, 2008).
Od października 2007 do maja 2012 roku grał homoseksualnego Lee McDermotta w serialu Gotowe na wszystko (Desperate Housewives).
28 kwietnia 2012 poślubił Amy Lonkar.

## Filmografia
- 1995: Przypadek Annie Carver (Out of Annie’s Past, TV) jako młody kelner
- 1996: Dotyk anioła (Touched by an Angel) jako Doug Richards
- 1998: Niebieski Pacyfik jako Ed Simmons
- 1999: Star Trek: Stacja kosmiczna (Star Trek: Deep Space Nine) jako Norvo Tigan
- 1999: Beverly Hills, 90210 jako Jay Snelling
- 1999–2000: Jej cały świat (Jesse) jako dr Danny Kozak
- 2001: Ally McBeal jako Clayton Hooper
- 2001: Przyjaciele jako Tim
- 2001–2004: Potyczki Amy (Judging Amy) jako Kyle McCarty
- 2005: Chirurdzy (Grey’s Anatomy) jako pan Duff
- 2005: Joan z Arkadii jako Dana Tuchman
- 2005: Krok od domu (Close to home) jako pastor Mark Rayburn
- 2006: Hoży doktorzy (Scrubs) jako Roger
- 2006: CSI: Kryminalne zagadki Nowego Jorku (CSI: NY) jako Tony Collins
- 2006: CSI: Kryminalne zagadki Las Vegas (CSI: Crime Scene Investigation) jako Joe Hirschoff
- 2008: Bez śladu (Without a Trace) jako Ryan McAvoy
- 2009: CSI: Kryminalne zagadki Miami jako dr Sean Loftin
- 2010: Mentalista jako Brad Elias
- 2007–2012: Gotowe na wszystko (Desperate Housewives) jako Lee McDermott
- 2010-2015: Mad Men jako Ted Chaough
- 2014: Jak nie zwariować z tatą jako dorosły Frankie (głos)
- 2015–2016: Madam Secretary jako Michael 'Mike B' Barnow
- 2016: Zabójcza broń jako Brooks Avery